# Paracallionymus costatus
Paracallionymus costatus là loài cá biển duy nhất thuộc chi Paracallionymus trong họ Cá đàn lia. Loài này được mô tả lần đầu tiên vào năm 1898.

## Phân bố và môi trường sống
P. costatus có phạm vi phân bố ở Đông Nam Đại Tây Dương và Tây Ấn Độ Dương. Loài cá này được tìm thấy từ vịnh Luderitz (Namibia) vòng xuống mũi Hảo Vọng (Nam Phi) đến đảo Inhaca (Mozambique). P. costatus sống chủ yếu ở những vùng nước sâu, độ sâu khoảng 37 – 457 m.

## Mô tả
Chiều dài cơ thể tối đa được ghi nhận ở P. costatus là 15 cm. Cơ thể có màu nâu xám; hai bên lườn có các đốm đen. Cá cái có vây lưng thứ nhất rất ngắn, gần như là màu đen. Cá đực có rìa vây hậu môn màu đen. Vây lưng thứ nhất vươn cao ở cá đực, có các sợi tia.
Số gai ở vây lưng: 4; Số tia vây mềm ở vây lưng: 9 - 10; Số gai ở vây hậu môn: 0; Số tia vây mềm ở vây hậu môn: 9; Số gai ở vây bụng: 1; Số tia vây mềm ở vây bụng: 5; Số tia vây mềm ở vây ngực: 19 - 23.